# Mușetești
Mușetești est une commune roumaine située dans le județ de Gorj.